# The Cab
I The Cab sono un gruppo musicale statunitense formatosi nel 2004 a Las Vegas, in Nevada.

## Formazione

### Formazione attuale
- Alexander DeLeon – voce (2004-presente), piano (2014-presente)
- Joey Thunder – basso (2009-presente)
- Chantry "Chance" Johnson – chitarra solista, violoncello, cori (2010-presente), chitarra ritmica (2014-presente)
- Dave Briggs – batteria (2011-presente)

### Ex componenti
- Alex Marshall – chitarra, piano, cori (2005-2014)
- Alex Johnson – batteria (2005-2011)
- Paul Garcia – chitarra (2005-2007)
- Ian Crawford – chitarra, cori (2007-2009)
- Bryan Dawson – chitarra (2009-2010)
- Cash Colligan – basso, cori (2004-2009)

### Turnisti
- Frank Sidoris – chitarra (2011-2012)

## Discografia

### Album in studio
- 2008 – Whisper War
- 2011 – Symphony Soldier

### EP
- 2006 – Drunk Love
- 2006 – Glitz and Glamour
- 2009 – The Lady Luck
- 2014 – Lock Me Up

### Singoli
- 2008 – One of THOSE Nights (feat. Brendon Urie and Patrick Stump)
- 2008 – I'll Run
- 2008 – Bounce
- 2009 – Take My Hand (Remix) (feat. Cassadee Pope)
- 2011 – Bad
- 2012 – La La
- 2012 – Endlessly
- 2011 – Angel With A Shotgun